# ماتیاس ماوکش
ماتیاس ماوکش (به آلمانی: Matthias Maucksch) بازیکن فوتبال و هافبک اهل آلمان شرقی بود که از سال ۱۹۹۰ میلادی عضو تیم ملی فوتبال آلمان شرقی بوده‌است. وی در ۱ بازی ملی حضور داشته و در بازی‌های ملی‌اش گلی به ثمر نرساند. ماتیاس ماوکش آخرین بازی ملی خود را در سال ۱۹۹۰ میلادی انجام داد.